# Sigmund Windisch

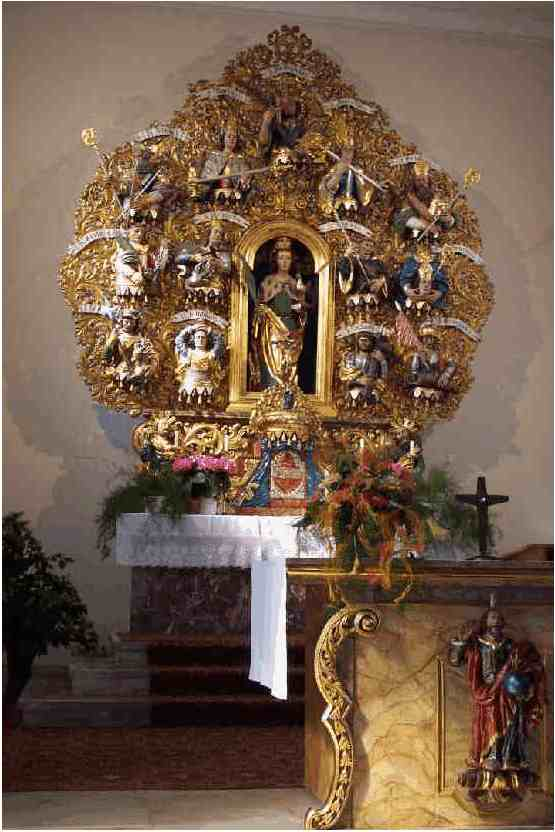
Der Vierzehn-Nothelfer-Altar in der katholischen Kirche von Thumsenreuth

Sigmund Windisch (* 11. Februar 1709 in Mockersdorf; † 9. Februar 1787 in Erbendorf) war ein Bildhauer und Schreiner aus der Oberpfalz.

## Leben und Werk
Sigmund Windisch wurde am 11. Februar 1709 als Sohn des Johann Christoph Windisch und dessen Frau Barbara in Mockersdorf geboren und starb am 9. Februar 1787 in Erbendorf.
Wie sein Vater wurde Sigmund Windisch als Bildhauer und Schnitzer bekannt, besonders eines sehenswerten Akanthusaltars in der katholischen Kirche von Thumsenreuth.
Akanthusaltäre finden sich auch an anderen Orten in der Oberpfalz, beispielsweise in Reuth oder in der Schlosskirche in Poppenreuth. Die Akanthuspflanze diente als Vorlage für die spätbarocke Schnitzkunst, wobei die häufig ausladenden und vergoldeten Ranken ein zentrales Motiv umrahmen.

## Akantusaltar in Thumsenreuth
Zu den Hauptwerken von Sigmund Windisch zählt der Altar aus Akanthusschnitzwerk, der sich heute in der Katholischen Kirche in Thumsenreuth befindet und aus der profanierten Kirche St. Veit in Erbendorf stammt. „Pfarrsitz“ von Erbendorf war ursprünglich die St.-Veits-Kirche im Ortsteil Altenstadt.
Der monstranzförmige Vierzehn-Nothelfer-Altar entstand 1750 durch J. Paul Fichtacher (Maler) und Sigmund Windisch (Bildhauer). Dabei erfolgte der Altaraufbau um eine Figur des heiligen Vitus (um 1500), die von den Büsten der übrigen Vierzehn Nothelfer umgeben ist. Die mediterrane Akanthuspflanze wurde als phantasievoll geschnitztes Rahmenwerk bei der Schaffung des Altars eingesetzt, wie es einer aus Böhmen stammenden Schnitzkunst entsprach.
Die Katholische Kirche in Thumsenreuth entstand 1935. Neben der Kirche St. Katharina in Reuth beherbergt sie einen der schönsten Akanthusaltäre der Oberpfalz.